# Marc Tainon
Marc Tainon, pseudonimo di Marc Louis Patrick Tainon (Milano, 5 settembre 1993), è un attore italiano. È conosciuto soprattutto per il ruolo di Secchia nella sit-com per ragazzi Quelli dell'intervallo, per il ruolo di Pietro nel film Crociera Vianello e per il ruolo di Riccardo nella miniserie Zodiaco - Il libro perduto, ma la sua carriera spazia anche nel campo pubblicitario e radiofonico.

## Biografia
Sebbene i suoi genitori non facciano parte del mondo della televisione, a soli 5 mesi viene iscritto in una agenzia pubblicitaria. Dopo poco tempo viene selezionato ed appare in una pubblicità di un bagnoschiuma. Da lì in avanti Marc prende parte a molte pubblicità televisive e per giornali, spot radiofonici, doppiaggi per il cinema e la televisione. Nel 2012 appare nel video della canzone Tutto ciò che ho dei Club Dogo.

## Filmografia

### Film TV
- Quello che le ragazze non dicono (2000)
- Crociera Vianello (2008)
- Happy Family (2010)

### Serie televisive
- Vivere (1999)
- Finalmente soli (2001)
- Cuori Rubati (2001)
- Casa Vianello (2001-2002)
- Quelli dell'intervallo (2005-2008)
- Quelli dell'intervallo in vacanza (2008)
- Fiore e Tinelli (2008) Episodio: La festa
- Piloti (2008)
- Terapia d'urgenza (2008)
- Quelli dell'Intervallo Cafe, (2010)
- Zodiaco - Il libro perduto (2010)
- Life Bites - Pillole di vita (2010)

### Spot televisivi
- Neutro Mantovani (1994)
- Ferrero praline (1998)
- McDonald's (1998)
- Olio Cuore (1999)
- Bauli (2002)
- Unieuro (2003)
- Kinder (2003)

### Doppiatore
- Shasta in Supercuccioli sulla neve[1]
- Nemecsek in I ragazzi della via Pal

### Spot Radiofonici
- Cameo (2005)
- Fiat (2010)